# Venusia inefficax
Venusia inefficax är en fjärilsart som beskrevs av Louis Beethoven Prout 1938. Venusia inefficax ingår i släktet Venusia och familjen mätare. Inga underarter finns listade i Catalogue of Life.